# Сноу-Гілл (Північна Кароліна)
Сноу-Гілл (англ. Snow Hill) — місто (англ. town) в США, в окрузі Грін штату Північна Кароліна. Населення — 1481 особа (2020).

## Географія
Сноу-Гілл розташований за координатами 35°27′2″ пн. ш. 77°40′36″ зх. д. / 35.45056° пн. ш. 77.67667° зх. д. (35.450515, -77.676767).  За даними Бюро перепису населення США в 2010 році місто мало площу 4,01 км², уся площа — суходіл.

## Демографія
Згідно з переписом 2010 року, у місті мешкало 1595 осіб у 714 домогосподарствах у складі 396 родин. Густота населення становила 397 осіб/км².  Було 804 помешкання (200/км²).
Расовий склад населення:
| - 52,9 % — чорних або афроамериканців - 38,2 % — білих - 1,1 % — азіатів - 0,2 % — корінних американців - 6,5 % — осіб інших рас |

До двох чи більше рас належало 1,1 %. Частка іспаномовних становила 8,7 % від усіх жителів.
За віковим діапазоном населення розподілялося таким чином: 21,7 % — особи молодші 18 років, 60,1 % — особи у віці 18—64 років, 18,2 % — особи у віці 65 років та старші. Медіана віку мешканця становила 41,9 року. На 100 осіб жіночої статі у місті припадало 77,4 чоловіків;  на 100 жінок у віці від 18 років та старших — 74,2 чоловіків також старших 18 років.
Середній дохід на одне домашнє господарство  становив 39 099 доларів США (медіана — 28 947), а середній дохід на одну сім'ю — 53 908 доларів (медіана — 41 875). Медіана доходів становила 38 625 доларів для чоловіків та 30 263 долари для жінок. За межею бідності перебувало 26,5 % осіб, у тому числі 31,8 % дітей у віці до 18 років та 24,3 % осіб у віці 65 років та старших.
Цивільне працевлаштоване населення становило 682 особи. Основні галузі зайнятості: освіта, охорона здоров'я та соціальна допомога — 27,6 %, виробництво — 15,8 %, фінанси, страхування та нерухомість — 9,8 %, роздрібна торгівля — 8,8 %.